# Список португальських імен
Список португальських імен

## A
- Abelardo — Абеларду
- Abrão — Абран
- Achiles — Акілеш (Акілес)
- Açucena — Асусена
- Ada — Ада
- Adalberto — Адалберту
- Adão — Адан
- Adelaide — Аделаїде
- Adéla — Адела
- Adelmo — Аделму
- Adolfo — Адолфу
- Adriano — Адріану
- Afonso — Афонсу
- Agapito — Аґапіту
- Agostinho — Аґоштінью (Аґостінью)
- Ájax — Ажакс
- Alão — Алан
- Albano — Албану
- Alberto — Алберту
- Albino — Албіну
- Alcides — Алсідеш (Алсідес)
- Aldo — Алду
- Aleixo — Алейшу
- Alexandra — Алешандра
- Alexandre — Алешандре
- Aléxio — Алексіу
- Alfredo — Алфреду
- Alicia — Алісія
- Alina — Аліна
- Alma — Алма
- Aloísio — Алоїзью (Алоїзіу)
- Álvaro — Алвару
- Amadeo — Амадеу
- Amália — Амалія
- Amanda — Аманда
- Amando — Аманду
- Ambrósio — Амброзью (Амброзіу)
- Amélia — Амелія
- Amilcar — Амілкар
- Anabela — Анабела
- Anacleto — Анаклету
- Anastácia — Анаштасія (Анастасія)
- Anastácio — Анаштасью (Анастасіу)
- André — Андре
- Ângela — Анжела
- Angélica — Анжеліка
- Ângelo — Анжелу
- Anibal — Анібал
- Aniceto — Анісету
- Anselmo — Анселму
- Antão — Антон
- Antónia — Антонія
- Antonina — Антоніна
- António — Антоніу
- Apolinário — Аполінаріу
- Arcádio — Аркадіу
- Aristides — Ариштідеш (Аристідес)
- Armando — Арманду
- Arnaldo — Арналду
- Arsênio — Арсеніу
- Artêmio — Артеміу
- Atanásio — Атаназіу
- Augusta — Аугушта (Аугуста)
- Augusto — Аугушту (Аугусту)
- Aurélia — Аурелія
- Aureliano — Ауреліану
- Aurélio — Ауреліу
- Aurora — Аврора
- Azarias — Азарьяш (Азаріас)

## B
- Baltasar — Балтазар
- Bárbara — Барбара
- Bartolomeu — Бартоломеу
- Basilio — Базіліу
- Batista — Батіста
- Beatriz — Беатріш (Беатріс)
- Belinda — Белінда
- Beltrão — Белтран
- Benedito — Бенедіту
- Benigna — Беніґна
- Benigno — Беніґно
- Benito — Беніту
- Benjamim — Бенжамін
- Berengário — Беренґаріу
- Berenice — Беренісе
- Bernardino — Бернардіну
- Bernardo — Бернарду
- Berta — Берта
- Bertran — Бертран
- Bibiana — Бібіана
- Blasco — Блашку (Бласку)
- Boaventura — Буавентура
- Bonifácio — Боніфасіу
- Bráulio — Брауліу
- Brigida — Бріжида
- Bruna — Бруна
- Bruno — Бруну

## C
- Caetano — Каетану
- Calisto — Калішту (Калісту)
- Camilo — Камілу
- Cândido — Кандіду
- Caridade — Карідаде
- Carlos — Карлуш (Карлус)
- Carlota — Карлота
- Carmela — Кармела
- Carmelo — Кармелу
- Carmen — Кармен
- Carolina — Кароліна
- Casimiro — Казіміру
- Cássio — Кассіу
- Catarina — Катерина
- Cecilia — Сесилія
- Celestina — Селештіна (Селестіна)
- Celina — Селіна
- Césaro — Сезару
- Cesaria — Сезарія
- Cintia — Сінтія
- Cipriano — Сіпріану
- Ciriaco — Сіріаку
- Cirilo — Сірілу
- Ciro — Сіру
- Clarêncio — Кларенсіу
- Cláudia — Клавдія
- Claudio — Клаудіу
- Clélia — Клелія
- Clemente — Клементе
- Clementina — Клементіна
- Colomba — Коломба
- Conceição — Консейсан
- Conrado — Конраду
- Constância — Конштансія
- Constâncio — Конштансіу
- Cordélia — Корделія
- Corina — Коріна
- Cornélio — Корнеліу
- Cosme — Кожме (Козме)
- Crisanto — Крізанту
- Cristiano — Кріштіану (Крістіану)
- Cristina — Кріштіна
- Cristóvão — Кріштован (Крістован)
- Custódio — Куштодью (Кустодіу)

## D
- Dalila — Даліла
- Damião — Даміан
- Daniel — Данієл
- Dário — Даріу
- David — Давід
- Débora — Дебора
- Delfina — Делфіна
- Demétrio — Деметріу
- Desidério — Дезідеріу
- Diana — Діана
- Diogo — Діоґу
- Dinis — Дініш
- Dionísio — Діонізіу
- Domício — Домісіу
- Domingas — Домінґаш (Домінґас)
- Domingos — Домінґуш (Домінґус)
- Domitila — Домітіла
- Donata — Доната
- Donato — Донату
- Dores — Дореш (Дорес)
- Dorotéia — Доротея
- Doroteo — Доротеу
- Duarte — Дуарте
- Dulce — Дулсе

## E
- Edgar — Едґар
- Edite — Едіте
- Edmundo — Едмунду
- Edson — Едсон
- Eduardo — Едуарду
- Edviges — Едвіжеш (Едвіжес)
- Egidio — Ежидіу
- Eleonora — Елеонора
- Eliana — Еліана
- Elias — Еліаш (Еліас)
- Elisabete — Елізабете
- Eliseu — Елізеу
- Eloisa — Елоїза
- Elvira — Елвіра
- Emanuel — Емануел
- Emilia — Емілія
- Enéas — Енеаш (Енеас)
- Epifânio — Епіфаніу
- Érica — Еріка
- Ernestina — Ернештіна
- Ernesto — Ернешту (Ернесту)
- Esmeralda — Ежмералда (Есмералда)
- Esperança — Ешперанса (Есперанса)
- Estefânia — Ештефанія (Естефанія)
- Ester — Ештер (Естер)
- Estêvão — Ештеван (Естеван)
- Eugénia — Еуженія
- Eugénio — Еуженіу
- Eusébio — Еузебіу
- Eva — Ева
- Evaristo — Еварішту (Еварісту)
- Evelina — Евеліна
- Exuperâncio — Екзуперансіу
- Ezequiel — Езекьєл

## F
- Fabião — Фабіан
- Fábio — Фабіу
- Fabiola — Фабіола
- Fabricia — Фабрисія
- Fabricio — Фабрисіу
- Fausto — Фаушту (Фаусту)
- Fé — Фе
- Federico — Федеріку
- Felicia — Фелісія
- Felipe — Феліпе
- Félix — Феліш
- Ferdinando — Фердінанду
- Fermín — Фермін
- Fernando — Фернанду
- Fernão — Фернан
- Fidél — Фідел
- Filipe — Філіпе
- Filipina — Філіпіна
- Filomeno — Філомену
- Flaviana — Флавіана
- Flávio — Флавіу
- Flora — Флора
- Florência — Флоренсія
- Florença — Флоренса
- Floriana — Флоріана
- Florindo — Флорінду
- Fortunata — Фортуната
- Fortunato — Фортунату
- Francisca — Франсішка (Франсиска)
- Francisco — Франсішку (Франсиску)
- Franco — Франку
- Froila — Фройла
- Fulgência — Фулженсія
- Fulvia — Фулвія
- Fulvio — Фулвіу

## G
- Gabino — Ґабіну
- Gabriel — Ґабрієл
- Gabriela — Ґабрієла
- Garşão — Ґарсан
- Gaspar — Ґашпар (Ґаспар)
- Gastão — Ґаштон (Ґастон)
- Gedeão — Жедеон
- Genésio — Женезіу
- Genoveva — Женовева
- Geraldo — Жералду
- Gerardo — Жерарду
- Germano — Жерману
- Gertrudes — Жертрудеш (Жертрудіс)
- Gervásio — Жервазіу
- Gil — Жил
- Gilberta — Жилберта
- Gilberto — Жилберту
- Gilda — Жилда
- Gildo — Жилду
- Gisela — Жизела
- Glória — Ґлорія
- Godofredo — Ґодофреду
- Gonçalo — Ґонсалу
- Grácia — Ґрасія
- Graciana — Ґрасіана
- Graciano — Ґрасіану
- Gregório — Ґреґоріу
- Guadalupe — Ґвадалупе
- Guálter — Ґвалтер
- Guido — Ґіду
- Guilberto — Ґілберту
- Guilherme — Ґільєрме
- Gustavo — Ґуштаву (Ґуставу)

## H
- Haroldo — Аролду
- Hector — Ектор
- Heitor — Ейтор
- Helena — Елена
- Heliodoro — Еліодору
- Henrique — Енріке
- Herberto — Ерберту
- Hermenegilda — Ерменежилда
- Hermes — Ермеш (Ерміс)
- Herminia — Ермінія
- Hernando — Ернанду
- Hilária — Іларія
- Hilda — Ілда
- Hipólito — Іполіту
- Honorata — Онората
- Honorina — Оноріна
- Horácio — Орасіу
- Hortênsia — Ортензія
- Huberto- Уберту
- Hugo — Уґу
- Humberto — Умберту

## I
- Iberé — Ібере
- Icaro — Ікару
- Ida — Іда
- Inácio — Інасіу
- Ildefonso — Ілдефонсу
- Inês — Інеш
- Inmaculada — Інмакулада
- Irene — Ірене
- Íris — Іріш (Іріс)
- Irma — Ірма
- Isaac — Ізаак
- Isabel — Ізабел
- Isaura — Ізаура
- Isidoro — Ізідору
- Ivã — Іван
- Ivana — Івана
- Ivo — Іву

## J
- Jacinta — Жасінта
- Jacinto — Жасінту
- Jacob — Жакоб
- Jaime — Жаймі
- Janeiro — Жанейру
- Januário — Жануаріу
- Jasmin — Жажмін (Жасмін)
- Jeremias — Жереміаш (Жереміас)
- Jerónimo — Жероніму
- Jesus — Жезуш (Жезус)
- Joana — Жуана
- João — Жуан
- Joaquin — Жуакін
- Joel — Жоел
- Jonas — Жонаш (Жонас)
- Jónatas — Жонаташ (Жонатас)
- Jordão — Жордан
- Jorge — Жоржи
- José — Жозе
- Josefina — Жозефіна
- Judite — Жудіте
- Júlia- Жулія
- Julieta — Жульєта
- Júlio — Жуліу
- Justa — Жушта (Жуста)
- Justino — Жуштіну (Жустіну)
- Justo — Жушту (Жусту)

## L
- Ladislau — Ладіжлау (Ладіслау)
- Lamberto — Ламберту
- Lançarote — Лансароте
- Laura — Лаура
- Laureano — Лауреану
- Lázaro — Лазару
- Lea — Лея
- Leandro — Леандру
- Leão — Леон
- Leocádia — Леокадія
- Leonardo — Леонарду
- Leonel — Леонел
- Leônidas — Леонідаш (Леонідас)
- Leopoldo — Леополду
- Leticia — Летісія
- Lia — Лія
- Libéria — Ліберія
- Lidia — Лідія
- Liliana — Ліліана
- Lino — Ліну
- Lorena — Лорена
- Loreta — Лорета
- Lourenço — Лоуренсу
- Lucas — Лукаш (Лукас)
- Lucia — Лусія
- Luciana — Лусіана
- Luciano — Лусіану
- Lucina — Лусіна
- Lúcio — Лусіу
- Lucrécia — Лукресія
- Luís — Луїш (бр. Луїс)
- Luisa — Луїза
- Lurdes — Лурдеш (Лурдес)

## M
- Macário — Макаріу
- Madalena — Мадалена
- Magdalena — Мадалена
- Manfredo — Манфреду
- Manuel — Мануел
- Manuela — Мануела
- Marçal — Марсал
- Marcela — Марсела
- Marcelo — Марселу
- Marcos — Маркуш (Маркус)
- Margarida — Марґарита
- Maria — Марія
- Mariana — Маріана
- Marilúcia — Марілусія
- Marina — Маріна
- Marino — Маріну
- Mário — Маріу
- Marisa — Маріза
- Marta — Марта
- Martina — Мартіна
- Mateus — Матеуш (Матеус)
- Matilde — Матілде
- Maura — Маура
- Maurício — Маурісіу
- Mauro — Мауру
- Maxêncio — Масенсіу
- Máxima — Масіма
- Máximo — Масіму
- Melissa — Меліса
- Mercedes — Мерседеш (Мерседес)
- Miguel — Міґел
- Miguela — Міґела
- Miran — Міран
- Miranda — Міранда
- Miriam — Міріам
- Miriã — Міріан
- Modesto — Модешту (Модесту)
- Moisés — Мойзеш (Мойзес)
- Mónica — Моніка
- Múcio — Мусіу
- Myriam — Міріам

## N
- Napoleão — Наполеон
- Narcisa — Нарсіза
- Natália — Наталія
- Natálio — Наталіу
- Natã, Natão — Натан
- Nazário — Назаріу
- Nereu — Нереу
- Nestor — Нештор (Нестор)
- Nicanor — Ніканор
- Nicodemos — Нікодемош (Нікодемос)
- Nicolau — Ніколау
- Nicoleta — Ніколета
- Nilo — Нілу
- Noêmi — Ноемі
- Norberto — Норберту
- Norma — Норма
- Normando — Норманду
- Nuno — Нуну

## O
- Octávio — Отавіу
- Odilia — Оділія
- Ofélia — Офелія
- Olimpia — Олімпія
- Olivério — Оліверіу
- Olivia — Олівія
- Onofre — Онофре
- Orestes — Орештеш (Орестес)
- Orlando — Орланду
- Óscar — Ошкар (Оскар)
- Osvaldo — Ожвалду (Освалду)
- Otávio — Отавіу
- Ovidio — Овідіу

## P
- Pacifico — Пасіфіку
- Pacômio — Пакоміу
- Pamela — Памела
- Pánfilo — Панфілу
- Pantaleão — Панталеон
- Pascoal — Пашкуал (Паскуал)
- Pastor — Паштор (Пастор)
- Patricia — Патрисія
- Patricio — Патрисіу
- Páula — Паула
- Páulo — Паулу
- Pedro — Педру
- Pelágia — Пелажия
- Pelaio — Пелайю
- Penélope — Пенелопе
- Peregrino — Переґріну
- Petronila — Петроніла
- Petrônio — Петроніу
- Pia — Пія
- Piedade — П'єдаде
- Pilar — Пілар
- Pio — Піу
- Plácido — Пласіду
- Platão — Платон
- Pôncio — Понсіу
- Primo — Пріму
- Priscila — Прісцила
- Próspero — Прошперу (Просперу)
- Prudêncio — Пруденсіу
- Públio — Публіу
- Pulquéria — Пулкерія

## R
- Rafael — Рафаел
- Raimundo — Раймунду
- Rainério — Райнеріу
- Ramão — Рамон
- Ramiro — Раміру
- Ramona — Рамона
- Raquel — Ракел(а)
- Raul — Раул
- Rebeca — Ребека
- Regina — Режина
- Reinaldo — Рейналду
- Remigio — Реміжиу
- Renata — Рената
- Renato — Ренату
- Ricardo — Рікарду
- Roberta — Роберта
- Roberto — Роберту
- Rodolfo — Родолфу
- Rodrigo — Родріґу
- Rogério — Рожеріу
- Rolando — Роланду
- Romão — Роман
- Roméu — Ромеу
- Ronaldo — Роналду
- Roque — Роке
- Rosa — Роза
- Rosália — Розалія
- Rosalinda — Розалінда
- Rosário — Розаріу
- Rosendo — Розенду
- Rosina — Розіна
- Rúben — Рубен
- Rufino — Руфіну
- Rufo — Руфу
- Rute — Руті
- Ruth — Рут
- Ruy — Руй

## S
- Sabina — Сабіна
- Sabrina — Сабріна
- Salomão — Саломон
- Salvador — Салвадор
- Sálvio — Салвіу
- Samanta — Саманта
- Samuel — Самуел
- Sancha — Санша
- Sancho — Саншу
- Santiago — Сантьяґу
- Sara — Сара
- Saturnina — Сатурніна
- Saul — Саул
- Sebastião — порт.: Себаштіан; браз.: Себастіан
- Segismundo — Сежижмунду (Сежисмунду)
- Selena — Селена
- Serafim — Серафін
- Serafina — Серафіна
- Serena — Серена
- Sérgio — Сержиу
- Severino — Северину
- Sibila — Сибіла
- Silvana — Сілвана
- Silvano — Сілвану
- Silvestre — Сілвештре (Сілвестре)
- Silvia — Сілвія
- Silvio — Сілвіу
- Simão — Сімон
- Simeão- Сімеон
- Simona — Сімона
- Sofia — Софія
- Soledade — Соледаде
- Suara — Суара
- Susana — Сузана

## T
- Tadeu — Тадеу
- Tancredo — Танкреду
- Telêmaco — Телемаку
- Temístocles — Теміштоклеш (Темістоклес)
- Teobaldo — Теобалду
- Teodora — Теодора
- Teodoro — Теодору
- Teodósia — Теодосія
- Teófilo — Теофілу
- Teresa — Тереза
- Ticiano — Тісіану
- Timóteo — Тімотеу
- Tito — Тіту
- Tomás — Томаш (Томас)
- Tomásia — Томазія
- Torcuato — Торквату
- Tristão — Тріштан (Трістан)
- Tulia — Тулія
- Tulio — Туліу

## U
- Ubaldo — Убалду
- Ulisses — Уліссеш (Уліссес)
- Ulrico — Улріку
- Urbana — Урбана
- Urbano — Урбану
- Uriel — Урієл
- Urraca — Уррака
- Úrsula — Урсула

## V
- Valentim — Валентин
- Valentina — Валентина
- Valéria — Валерія
- Valério — Валеріу
- Vanessa — Ванесса
- Vasco — Вашку (Васку)
- Vélia — Велія
- Venâncio — Венансіу
- Verônica — Вероніка
- Vespasiano — Вешпасіану (Веспасіану)
- Vicência — Вісенсія
- Vicente — Вісенте
- Víctor — Віктор
- Viola — Віола
- Violeta — Віолета
- Virgilio — Віржиліу
- Virginia — Віржинія
- Vitálio — Віталіу
- Vito — Віту
- Vitoldo — Вітолду
- Vítor — Вітор
- Vitória — Віторія
- Viviana — Вівіана
- Viviano — Вівіану